# Robby Takac

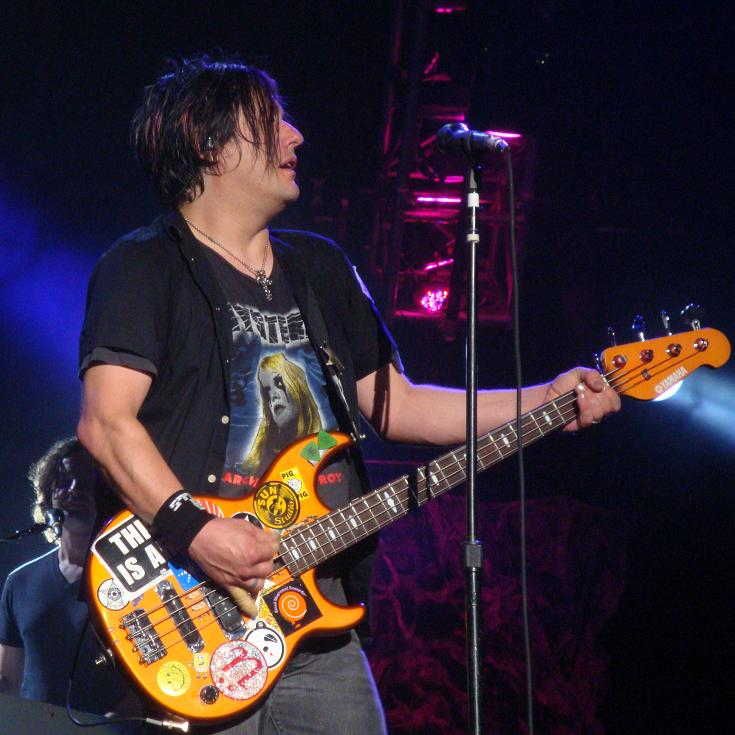
Robby Takac, 2010-07-25

Robby Takac, właśc. Robert Carl Takac, Jr. (ur. 30 września 1964 w Buffalo) – amerykański muzyk rockowy.
Razem z Johnnym Rzeznikiem jest założycielem Goo Goo Dolls. Basista i główny wokalista grupy na wcześniejszych albumach. Znany jest z grania koncertów boso (bez obuwia i skarpetek). Robby pracuje także jako producent - w 2002 otworzył własne studio nagraniowe, ChameleonWest, w którym pomaga wybić się drobnym artystom z Buffalo. Mieszka z żoną Miyoko w Los Angeles.

## Dzieciństwo
Robby dorastał na przedmieściach Buffalo z rodzicami i młodszą siostrą Trish. Jego pierwszym instrumentem było ukulele. Kiedy ukończył West Seneca East Senior High School, dostał swoją pierwszą gitarę elektryczną. W czasie studiów grał z paroma zespołami i udzielał się w lokalnym radiu.

## Kariera
Na początku Robby grał w rockowym zespole Monarch, później kuzyn połączył go z Beaumonts, które rozpadło się w 1985. W ten sposób poznał gitarzystę Beaumonts, Johnny'ego Rzeznika i razem z nim znaleźli perkusistę George'a Tutuskę. W 1986 założyli zespół Sex Maggots. Takac objął w nim rolę basisty i wokalisty. Grupa zmieniła nazwę na Goo Goo Dolls. Głównym wokalistą został w niej Johnny Rzeznik. Po dziesięciu latach grania, odnieśli krajowy sukces dzięki singlowi "Name".

## Sprzęt
Takac zazwyczaj używa gitar basowych firm Yamaha, Fender i Zon.